# Маунт-Хотэм (аэропорт)
Аэропорт Маунт-Хотэм (англ. Mount Hotham Airport) — небольшой региональный аэропорт, находящийся на территории горнолыжного курорта Маунт-Хотэм, Виктория. Аэропорт открылся в 2000 году и является на сегодняшний день самым высокогорным аэропортом Австралии.
8 июля 2005 года Piper PA-31-350 Navajo Chieftain разбился при заходе на посадку. Погибли пилот и два пассажира.